# Daikokuya Kōdayū

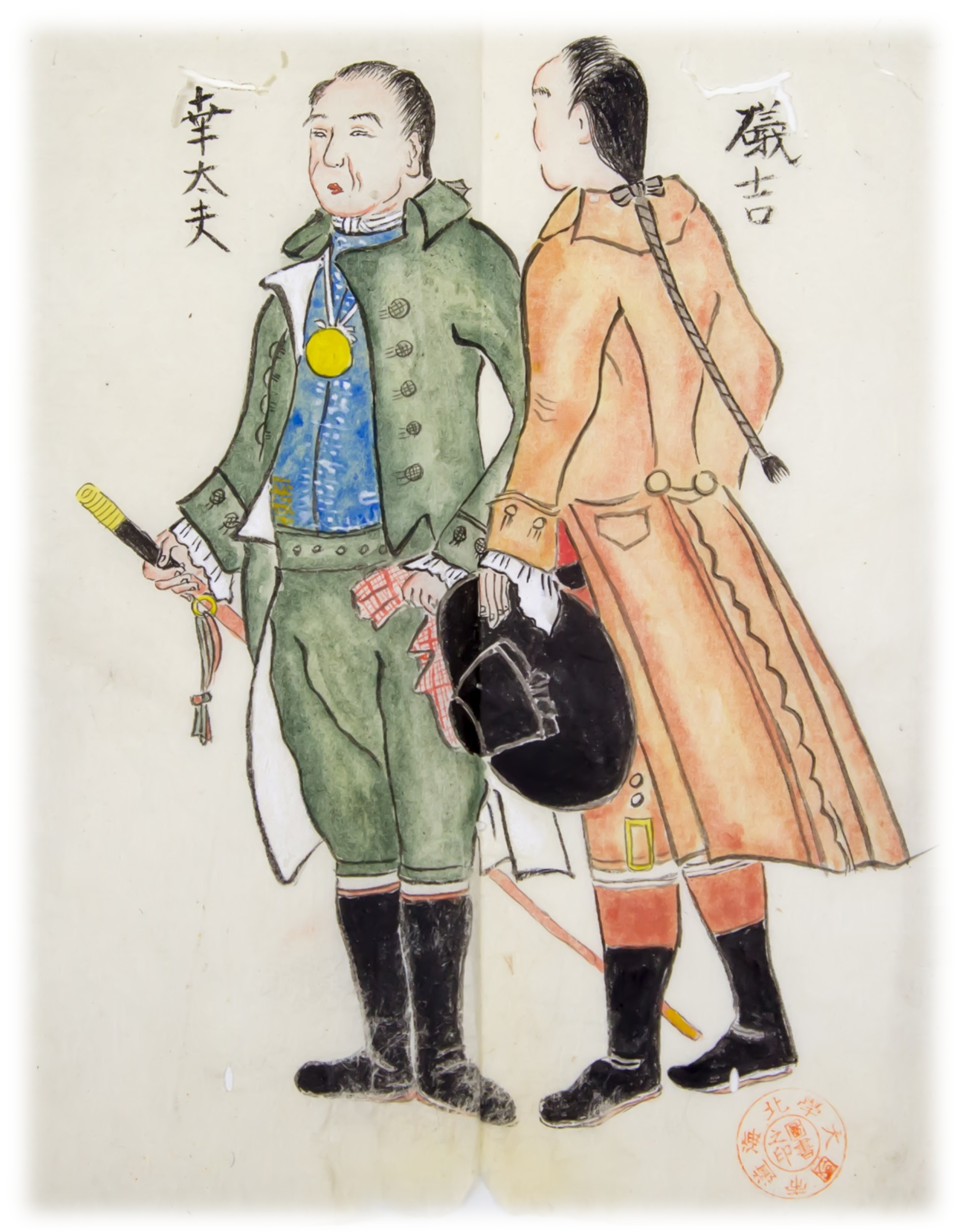
Daikokuya Kōdayū (大黒屋光太夫) und Isokichi bei ihrer Rückkehr nach Japan 1792

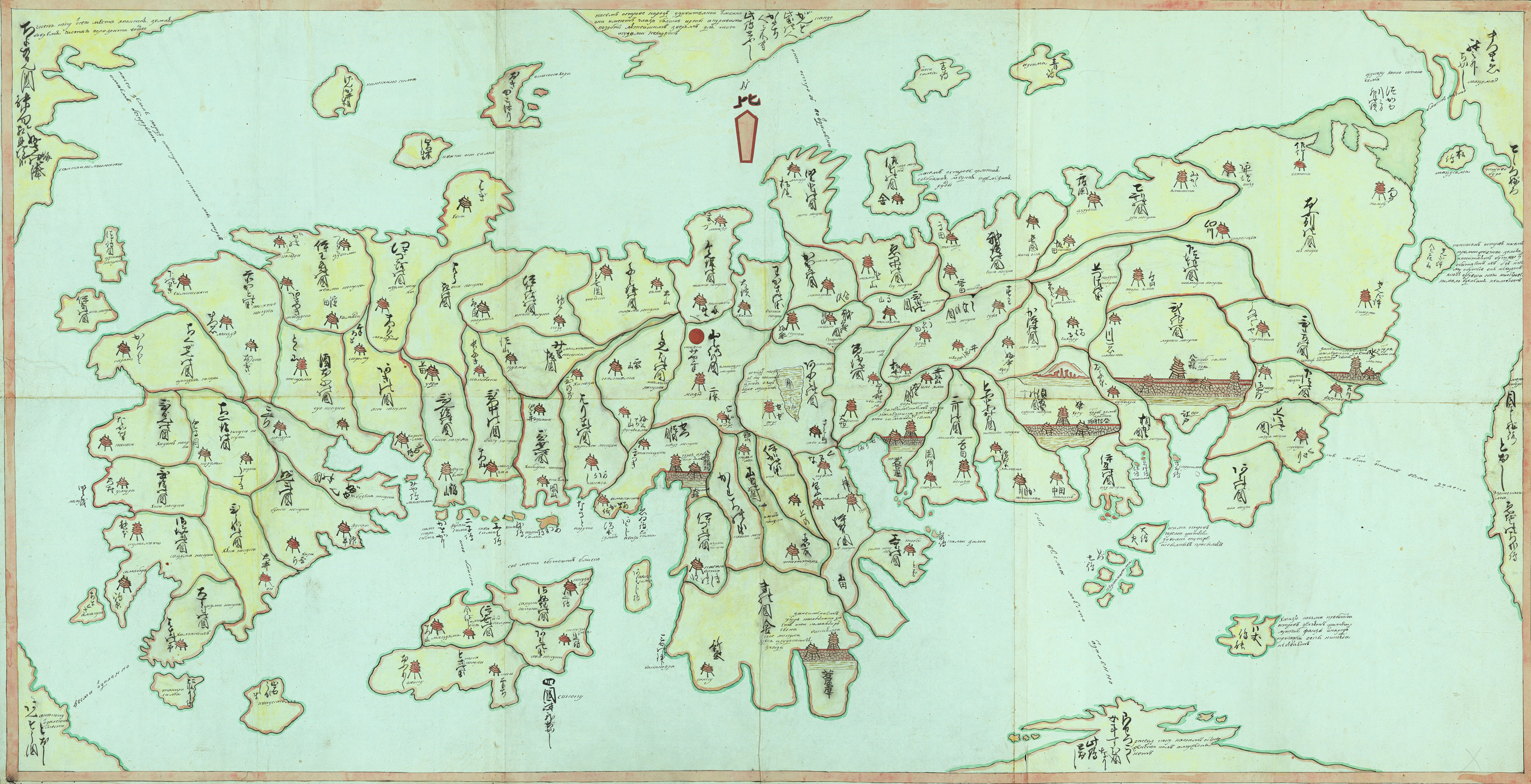
Karte von Japan, gezeichnet von Daikokuya 1789, mit Ortsnamen auf Japanisch und Russisch

Daikokuya Kōdayū (japanisch 大黒屋 光太夫, Vornamen auch 幸太夫 geschrieben; geboren 1751 in Minamiwakamatsu in der Provinz Ise; gestorben 28. Mai 1828) war ein japanischer Seemann, der in der späten Edo-Zeit als Schiffbrüchiger nach Russland geriet, nach St. Petersburg gebracht wurde und schließlich nach Japan zurückkehren konnte.

## Leben und Wirken
Daikokuya Kōdayū wurde in Minamiwakamatsu als Sohn einer Kaufmannsfamilie geboren. Es heißt, dass er von der Familie Kameya (亀屋) im selben Dorf adoptiert und Hyōzō (兵蔵) genannt wurde. Im Dezember 1782 ging er im Hafen Ise-Shiroko-Ura (伊勢白子浦) an Bord des Schiffes „Sinshō-maru“ (神昌丸). Man machte sich auf den Weg nach Edo, wurde aber im folgenden Jahr aufgrund eines Sturms auf der Insel Amchitka auf den Aleuten an Land gespült.
Von den Russen gerettet, lebte Kōdayū zunächst auf Amchitka und später in Kamtschatka und Irkutsk. 1791 erreichte er Petersburg und wurde Katharina II. vorgestellt. Er bat bei der Gelegenheit, nach Japan rückkehren zu dürfen. Im folgenden Jahr, 1792, ging er am 3. September an Bord des Schiffs des Gesandten Adam Laxman. Man erreichte den Hafen von Nemuro auf Ezo. Nach dem Prinzip der Abschließung Japans (鎖国, Sakoku), also der vom Shogunat verfügten Landesabschließung, durfte kein Japaner aus dem Ausland nach Japan zurückkehren. 1793 wurde er nach Edo gebracht. Nachdem er verhört worden war, wurde er nach „Fukiage Gyoen“ (吹上御苑) in die Burg Edo gebracht, wo er von Shogun Tokugawa Ienari, Rōjū Matsudaira Sadanobu und anderen über die Lage in Russland befragt wurde. Kōdayū lebte in seinen späteren Jahren im „Banchō Yakuen“ (番町薬園) des Shogunats.
Als Zusammenfassung von Kōdayūs Geschichte gibt es „Hokusa Ibun“ (北槎異聞), geschrieben von Shinomoto Ren (篠本 廉), und „Hokusa Bunryaku“ (北槎聞略) und „Hyōmin goran no ki“ (漂民御覧之記) vom Leibarzt des Shoguns Katsuragawa Hoshū (1751–1809). Diese waren die ersten umfassenden Darstellungen Russlands.
Von den 17 Seeleuten, die an Bord der „Sinshō-maru“ waren, kehrten außer Kōdayū nur Isokichi (磯吉; 1766–1838) und Koichi (小市; 1747–1793) in die Heimat zurück.